# Ptychozoon bannaense
Espèce
Ptychozoon bannaense est une espèce de geckos de la famille des Gekkonidae.

## Répartition
Cette espèce est endémique du Yunnan en Chine.

## Étymologie
Son nom d'espèce, composé de banna et du suffixe latin -ensis, « qui vit dans, qui habite », lui a été donné en référence au lieu de sa découverte, la préfecture autonome dai de Xishuangbanna.

## Publication originale
- Wang, Wang & Liu, 2016 : Description of a new species of the genus Ptychozoon (Squamata: Gekkonidae), representing a new national record of this genus from southern Yunnan Province, China. Zootaxa, no 4084 (3), p. 406–420.